# ジョグジャカルタ線
KAIコミューター・ジョグジャカルタ線（KRLジョグジャカルタ線、英語：KRL Yogya-Solo線、インドネシア語：Commuter Line Yogyakarta、Lin Yogyakarta）は、インドネシアのジョグジャカルタ特別州から中部ジャワ州までの主要都市を結ぶ通勤鉄道である。 クレタ・アピ・インドネシア（インドネシア鉄道会社）の子会社であるKAIコミューターが運営しており、ジャカルタ首都圏のKRLコミューターライン以外ではインドネシア初の電化通勤鉄道である。路線図の色はマルゴスチンの赤色で表される。
2021年2月10日にスマラン - フォルステンランデン線のジョグジャカルタ駅 - ソロ・バラパン駅間で電化され、当区間を運行していた気動車での快速列車「プランバナン・エクスプレス」に置き換わって開業した。

## 概要
ジョグジャカルタ駅とソロ・バラパン駅間の電化計画は、2011年から鉄道総局(DJKA)が策定している2030年国鉄マスタープランに含まれていた。当区間で運行されているプランバナン・エクスプレスは運行本数が限られており、車両の老朽化が深刻なため、乗客の多くが切符を手に入れられなかった。 
2015年にインドネシア鉄道会社は1日あたりの利用者数を約7,000人の乗客を目標として、電車の運行はジョグジャカルタとソロ(スラカルタ)での観光を促進するだけでなく、通勤利用客の流動性を向上させることが期待された。
2016年にソロ・ジェブレス駅で初めて架線柱が積み上げられた。工事は2020年初頭から開始され、最初の架線柱はクラテン駅に建てられた。
新型コロナウイルスによるパンデミックの間でも電化工事は継続され、2020年末に完了した。電化費用は1兆2000億ルピアであった。一般乗客向けに通勤電車化によるジョグジャカルタ線の認知度向上と関心に答えるため、2021年にはソロ・ジェブレス駅を経由してカランガニャール県のパールル駅までの10キロメートルで電化工事が行われた。電化工事の他に車両基地と変電所の建設も含まれている。
2021年1月、ジョグジャカルタ線は数回の試運転を経て、2月10日から本格運行を開始した。 その結果、プランバナン・エクスプレスの運行区間はこれまでのソロ・バラパン - クトアルジョ駅からジョグジャカルタ - クトアルジョ駅に短縮された。
ブディ・カルヤ・スマディ運輸大臣は、ジョグジャカルタ線をケドゥンバンテン駅まで延伸する予定であるため、ソロ・バラパンからケドゥンバンテン間の電化が必要であると発表した。2021年6月から鉄道総局は、ソロ・バラパン - パールル間での架空電柱の基礎工事を開始した。
2022年8月17日、ジョグジャカルタ線はソロ・バラパン・ウォノクロモ線のパルール駅まで延長された。

## 駅一覧
| 駅番号                | 駅コード | 駅名                         | 接続路線/情報 | 所在地            | 所在地                 |
| --------------------- | -------- | ---------------------------- | --- | ----------------- | ---------------------- |
| Y 01 P 01 YA 01 JS 05 | YK       | ジョグジャカルタ Yogyakarta  | 都市間鉄道 · プランバナン・エクスプレス線 ジョグ・ジャカルタ国際空港線 ジョグロセマルト · トランス・ジョグジャ: Mangkubumi 2/Hotel Grand Zuri : Line 1A, 2A, 8 Malioboro 1 : Line 1A, 2A, 3A, 8 · Teman Bus Godean Line (front Hotel Abadi Malioboro) | ジョグジャカルタ  | ジョグジャカルタ特別州 |
| Y 02 JS 04            | LPN      | ランプヤンガン Lempuyangan   | 都市間鉄道 ジョグロセマルト · トランス・ジョグジャ: Line 4A, 4B, 10 クリドソノスタジアム | ジョグジャカルタ  | ジョグジャカルタ特別州 |
| Y 03                  | MGW      | マグウォ Maguwo              | アジスチプト国際空港 · トランス・ジョグジャ: Line 1A, 1B, 3A, 3B, 5B · Teman Bus Pakem (via Tajem) Line (アジスチプト空港) | スレマン          | ジョグジャカルタ特別州 |
| Y 04                  | BBN      | ブランバナン Brambanan       | トランス・ジョグジャ Line 1A (Terminal Prambanan via short walk) プランバナン寺院群 | クラテン          | 中部ジャワ州           |
| Y 05                  | SWT      | スロロット Srowot            | | クラテン          | 中部ジャワ州           |
| Y 06 JS 02 AS 01      | KT       | クラテン Klaten              | 都市間鉄道 ジョグロセマルト · アディスマルモ国際空港線 · Ir. Soekarno Bus Terminal (via short walk) | クラテン          | 中部ジャワ州           |
| Y 07                  | CE       | セペル Ceper                 | | クラテン          | 中部ジャワ州           |
| Y 08                  | DL       | デラング Delanggu            | | クラテン          | 中部ジャワ州           |
| Y 09                  | GW       | ガウォーク Gawok             | トランサン・ラタン工業団地 | スコハルジョ      | 中部ジャワ州           |
| Y 10 BK 01 AS 02      | PWS      | プルウォサリ Purwosari       | 都市間鉄道 · バタラ・クレスナ線 (ウォノギリ線) · アディスマルモ国際空港線 · バティックソロトランス: コリドアー2 · Sepur Kluthuk Jaladara | スラカルタ (ソロ) | 中部ジャワ州           |
| Y 11 JS 01 AS 03      | SLO      | ソロ・バラパン Solo Balapan  | 都市間鉄道 ジョグロセマルト · アディスマルモ国際空港線 · バティックソロトランス: コリドアー2, 4 · Tirtonadi Bus Terminal (via skybridge) バンジャルサリ公園(モニュメント45) レボ市場                                                                  | スラカルタ (ソロ) | 中部ジャワ州           |
| Y 12                  | SK       | ソロ・ジェブレス Solo Jebres | 都市間鉄道 · バティックソロトランス: コリドアー1, 3 | スラカルタ (ソロ) | 中部ジャワ州           |
| Y 13                  | PL       | パルール駅 Palur             | バティックソロトランス: コリドアー1, 2, 4, 10 | カランガンヤル    | 中部ジャワ州           |

## 使用車両

### 現在の車両

#### EA202系電車
以前はKRLコミューターラインのタンジュンプリオク線で使用されていたが、2019年から2020年にかけて、すべてのEA202系が転属改修のためINKA（車両製造会社）に送り返された。 転属改修後、EA202系は現在ジョグジャカルタ線でのみ使用されている。

### 過去に使用された車両

#### Seri 205系電車(元JR205系5000番台武蔵野線)
JR205系SLO9+32編成（元ケヨM23+M22編成）は、ジョグジャカルタ線開業時のEA202系の一部がまだINKAで改修中であったため、EA202系の車両不足を解消するためにジョグジャカルタまで甲種回送が行われた。2021年2月10日から2022年9月5日まで運行され、KAIコミューターは再びSeri 205系をジョグジャカルタ線からジャカルタ首都圏の路線へ転属することを決定し甲種回送が行われた。 